# Eladio Zárate
Eladio Zárate (Alberdi, 14 januari 1942) is een voormalig profvoetballer uit Paraguay, die driemaal topscorer was in de Chileense Primera División.
Zárate eindigde met Paraguay op de tweede plaats bij de strijd om de Copa América 1963, waar hij viermaal scoorde voor zijn vaderland. Zárate speelde als aanvaller en aanvallende middenvelder gedurende zijn carrière, en kwam onder meer uit voor Unión Española, Universidad de Chile en CA Huracán.

## Erelijst
Unión Española
- Topscorer Primera División de Chile

1967 (28 goals), 1969 (22 goals)
 Universidad de Chile
- Topscorer Primera División de Chile

1971 (25 goals)